# Greve de Pullman
A Greve Pullman compreendeu duas greves inter-relacionadas em 1894, que moldaram a política trabalhista nos Estados Unidos durante um período de profunda depressão económica. Primeiro, houve uma greve do Sindicato Ferroviário Americano (ARU) contra a fábrica da Pullman Company em Chicago, na primavera de 1894. Quando falhou, a ARU lançou um boicote nacional contra todos os trens que transportavam vagões de passageiros Pullman.  O boicote ferroviário nacional, que durou de 11 de maio a 20 de julho de 1894, foi um ponto de virada para a legislação trabalhista dos EUA . Ela colocou o Sindicato Ferroviário Americano (ARU) contra a Pullman Company, as principais ferrovias, os principais sindicatos e o governo federal dos Estados Unidos, sob o então presidente Grover Cleveland . A greve e o boicote interromperam grande parte do tráfego de carga e passageiros do país a oeste de Detroit, Michigan. O conflito começou em Chicago, em 11 de maio, quando quase 4.000 funcionários da fábrica da Pullman Company iniciaram uma greve selvagem em resposta às recentes reduções de salários. A maioria dos trabalhadores da fábrica que construíam os carros Pullman morava na "cidade empresarial" de Pullman, nos arredores de Chicago. Pullman foi projectada como uma comunidade modelo por seu fundador e proprietário homónimo, George Pullman . Jennie Curtis, que morava em Pullman, era presidente do sindicato de costureiras ARU LOCAL 269 e fez um discurso na convenção da ARU, incentivando as pessoas a fazerem greve.  
Como o Pânico de 1893 enfraqueceu grande parte da economia norte-americana, as empresas ferroviárias pararam de comprar novos vagões de passageiros fabricados pela Pullman. A empresa acabaria por demitir funcionários e reduzir os salários dos trabalhadores .ue permaneceram Entre as razões para a greve, estavam a ausência de democracia na cidade de Pullman e a sua política, o rígido controle paternalista feito pela empresa contra os trabalhadores, as excessivas taxas de água e gás, e a recusa da empresa em permitir que os trabalhadores comprassem e possuíssem casas. Eles ainda não haviam formado um sindicato.  Fundada em 1893 por Eugene V. Debs, a ARU era uma organização sindical de trabalhadores ferroviários. Debs trouxe organizadores da ARU para Pullman e inscreveu muitos dos trabalhadores descontentes da fábrica. Quando a Pullman Company recusou o reconhecimento da ARU ou de quaisquer negociações, a ARU convocou uma greve contra a fábrica, mas acabou por não demonstrar nenhum sinal de sucesso. Para vencer a greve, Debs decidiu interromper a circulação dos vagões Pullman nas ferrovias. Os funcionários da Pullman (como condutores e carregadores) não entraram em greve.
Debs e a ARU convocaram um boicote massivo contra todos os comboios que transportassem um vagão da Pullman. Afectou a maioria das linhas ferroviárias a oeste da cidade de Detroit e, no seu auge, envolveu cerca de 250.000 trabalhadores em 27 estados. A Federação Americana do Trabalho (AFL) opôs-se ao boicote porque a ARU estava a atrair muitos dos seus membros. As prestigiadas irmandades ferroviárias de Condutores e Engenheiros opuseram-se também ao boicote. A irmandade dos bombeiros — da qual Debs tinha sido um líder proeminente — ficou dividida.  A 'Associação dos Gerentes Gerais' das ferrovias coordenou a oposição. Trinta pessoas foram mortas em motins, somente na cidade de Chicago.  O historiador David Ray Papke, com base no trabalho de Almont Lindsey, publicado em 1942, estimou que mais 40 pessoas foram mortas em outros estados.  Danos materiais ultrapassaram os 80 milhões de dólares. 
O governo federal obteve uma liminar contra o sindicato, Debs e outros líderes do boicote,  xigindoque parassem de interferir nos tcomboiosque transportavam vagões de correio. Após a recusa dos grevistas, Grover Cleveland ordenou que o Exército impedisse os grevistas de obstruir os comboios. A violência eclodiu em muitas cidades, e a greve fracassou. Defendido por uma equipe que incluía Clarence Darrow, Debs foi condenado por violar uma ordem judicial e sentenciado à prisão; a ARU então foi dissolvida.